# کم‌خونی فقر آهن
کم‌خونی فقر آهن (به انگلیسی: Iron deficiency anemia) شایعترین گونه کم‌خونی بوده و ناشی از کمبود آهن در تغذیه، دفع بیش از حد خون در بلندمدت (مانند خونریزی گوارشی) ویا سوءجذب آهن رخ می‌دهد.

## علایم بالینی
شایعترین مشکل علائم عمومی مانند احساس سستی، خستگی همیشگی یا هنگام فعالیت و احساس کسالت عمومی است. سایر علائم سرگیجه کاذب، ابتلای مکرر به بیماریهای ویروسی مانند سرماخوردگی، ناخنهای قاشقی شکل (گود شدن روی ناخن)، هرزه‌خواری و خواب رفتن و سوزن سوزن شدن دست و پاها است. کمبود آهن گاهی سبب رنگ پریدگی و زخم غیرطبیعی گوشه لب می‌شود.

## شیوع و علل
کمخونی کمبود آهن شایعترین گونه کم خونی بوده و بعلت مقدار ناچیز آهن در غذا یا نبود جذب گوارشی آن برای جبران آهن ازدست رفته در عادت ماهانه یا بیماری است. آهن یک قسمت اصلی در ترکیب هموگلوبین است و کمبود آن سبب کاهش ورود هموگلوبین بداخل گلبول قرمز می‌شود. در ایالات متحده، ۲۰٪ زنان در سنین باروری در مقایسه با ۲٪ مردان بالغ، به کمخونی کمبود آهن دچار هستند. علت اصلی کمخونی کمبود آهن در زنان هدر رفتن خون در زمان عادت ماهانه می‌باشد. کمبود آهن بدون کم خونی در دختران نوجوان سبب پائین افتادن کیفیت تحصیلی و ضریب هوشی می‌شود. کمبود آهن شایعترین حالت کمبود یک عنصر بایسته در سراسر جهان می‌باشد.
کمخونی کمبود آهن همچنین می‌تواند بعلت زخمهای خونریزی دهنده دستگاه گوارش باشد. آزمایش خون پنهان در مدفوع(Fecal occult blood test)، آندوسکوپی قسمت فوقانی دستگاه گوارش و کولونوسکوپی قسمت انتهایی دستگاه گوارش باید برای تشخیص زخمهای خونریزی دهنده صورت گیرد. در زنان یائسه و مردان، احتمال اینکه مشکل خونریزی دستگاه گوارش بعللی مانند اولسرپپتیک، پولیپ کولون ویا سرطان کولورکتال باشد، خیلی بیشتر از سایر علل است. از علل شایع کم خونی کمبود آهن، آلودگی با انگل کرم قلابدار، آمیب، شیستوزومیاز و تریکوریس تریکیورا (کرم شلاقی) است.

## یافته‌های آزمایشگاهی
کاهش هماتوکریت و هموگلوبین که با کوچک شدن حجم گلبولهای قرمز (میکروسیتیک شدن) همراه است. سطح سرمی فریتین و آهن خون نیز کاهش یافته و سطح ظرفیت پیوند برای آهن (TIBC) افزایش یافته‌است. گلبولهای قرمز در زیر میکروسکوپ، بیشتر هیپوکروم (رنگ پریده) و میکروسیت (کوچک) هستند.

## تشخیص و درمان
با یافته‌های غیرطبیعی در آزمایش خون و علائم بالینی در بدن حاصل می‌شود. ترکیبات دارای آهن مانند فروس سولفات در درمان و پیشگیری از کم خونی فقر آهن به کار می‌رود. مصرف گوشت و جگر، مغزها مانند پسته، ماهی، زرده تخم‌مرغ، سبزیهای دارای برگ سبز تیره مانند جعفری، اسفناج و حبوبات مثل عدس و لوبیا همچنین میوه‌های خشک (مانند برگه‌ها) و دانه‌های روغنی مفید است. مصرف ویتامین ث بعد از غذا (مانند آب لیمو) موجب افزایش جذب آهن و مصرف چای و قهوه موجب کاهش جذب آهن می‌شود. در حقیقت تانن موجود در چای و آهن دو عنصری هستند که به هم می‌چسبند و دفع می‌شوند، بنابراین آهن جذب بدن نمی‌شود. به همین دلیل همه افراد (خصوصاً کسانی که به کم خونی مبتلا هستند)، بهتر است نوشیدن چای را به دو ساعت بعد از غذا موکول کنند. قهوه، دمنوش‌های گیاهی و شکلات داغ هم از جمله نوشیدنی‌هایی هستند که می‌توانند مانع جذب آهن شوند.

## میزان نیاز به آهن
نیاز روزانه به این ماده بسیار اندک و در حد یک میلی‌گرم است البته میزان نیاز به آهن براساس سن، جنس و وضعیت فیزیولوژیکی افراد متفاوت می‌باشد؛ مثلاً زنان باردار به علت افزایش حجم خون، رشد جنین و جفت و سایر بافت‌ها به آهن بیشتری نیاز دارند. در شیرخوارانی که شیرمادر می‌خورند در صورت سلامت مادران، میزان آهن موجود در شیر مادر برای ۶–۴ ماه اول زندگی کافی است ولی از شش ماهگی به بعد استفاده از قطره آهن توصیه می‌شود. در کودکانی که از شیرخشک استفاده می‌کنند معمولاً کمبود آهن وجود ندارد. در نوزادانی که با وزن کم متولد می‌شوند، ذخایر آهن اغلب اندک بوده و باید از ۳ ماهگی آهن اضافی به صورت قطره خوراکی خورانده شود. همچنین بستن پیش از موقع بند ناف نیز به این دلیل که نوزاد را از یک سوم کل خونش محروم می‌کند، خطر فقر آهن را افزایش می‌دهد.